# 戴德森
戴德森（英語：Marcy Leroy Ditmanson，1919年3月4日—2000年6月27日），美國外科醫生，創立嘉義基督教醫院，第六屆醫療奉獻獎得主。

## 生平

### 早年生活
戴德森雙親是在中國宣教三十五年之久的美國信義會海外宣教師。高中時，戴德森回美國念奧格斯堡學院歷史系，1940年畢業後回中國。
抗戰期間，戴德森因外僑身份淪為日軍戰俘，在北平被軟禁。1941年，被囚禁於山東濰縣樂道院時，與澳洲宣教師的女兒司榮寶（Joyce Stranks）相戀。戰後，他取得燕京大學史學碩士學位。他在中國北方參與聯合國善後救濟總署救濟時，目睹難民慘狀，決定日後行醫。1948年他被中國共產黨軟禁一個月後獲釋，同年與司榮寶在澳洲結婚，共生五男一女，同年回美攻讀明尼蘇達大學醫學系。

### 創立嘉基
1957年，戴德森完成外科住院醫師訓練後，於花蓮門諾會基督教醫院任外科醫師一年。這段期間，他騎著摩托車單獨完成環島醫療現況調查，發現雲嘉南地區亟需醫療協助。1958年8月，他開始利用嘉義自宅為當地居民診治，一個週末下來，便看盡嘉義地區兩百多名痲瘋病患。嘉義基督教醫院員工王嘉南，回憶1959年戴德森的診所人滿為患，見戴醫生用生疏簡單的台語詢問病情，常忙得忘了進食。
1950年代，臺灣山地交通困難，戴德森每月搭五個多小時的阿里山林業鐵路到奮起湖車站，再走路四、五小時去阿里山各原住民部落問診。八七水災時，他每週往返於新港埤仔頭、東石栗仔崙、北港等地義診。
戴德森以海外募款費用購得嘉義市忠孝路土地，1962年正式創建嘉義基督教醫院。他雖是創院院長，但幾乎未支領醫院薪水，逢窮人無錢就醫，就把自己僅有的教會薪水捐出救助。戴德森照料過小兒麻痺症的張惠明，妻子還會與傳教士去張惠明家中教導。
與戴德森共事廿餘年的嘉基前副院長林明和回憶，遇到需緊急手術但缺血的病患，戴德森就先抽自己的血，稍事休息後，立即再進手術房施行手術。早年一起和戴德森進出開刀房的護士汪朝麗表示，戴醫師醫術精湛，但每次開刀定會禱告，說他的手是上帝借給他開刀的，後來嘉基醫師都會開刀前祈禱。一名嘉基員工描述，有一次耶誕時節，他們正在慶祝，但一名病患恰巧去世，車夫不願搭戴死者及其家屬，戴德森就自己開車親自送死者與家屬回家。

### 返美進修
1968年，戴德森為治療臺灣日益增多的小兒麻痺症、脊椎側彎病人，先返美專研骨科四年，再至當初小兒麻痺更猖獗的孟加拉行醫兩年。1974年10月，他返臺投入殘障病人治療服務，此後每週三天在嘉基開刀看診，另外三天到屏東基督教醫院主持骨科。

### 退休時光
1981年，戴德森退休回到美國定居。醫院董事看到戴德森夫妻兩袖清風，就給其新台幣一百萬元養老。但戴德森因目睹兩位老員工癌症末期在加護病房度餘生，把此錢捐出成立戴德森基金，培育安寧療護專業醫療團隊。
1993年12月，戴德森紀念大樓落成，戴德森夫婦均返臺灣剪綵。1996年，衛生署長張博雅頒第六屆醫療奉獻獎給戴德森時，她說任嘉義市長時，頒發的第一張榮譽市民證，就是頒給戴德森。1997年4月3日，嘉基成立三十五周年日，戴德森與其妻子及家族二十餘人回臺灣，主持嘉基院史館落成、及戴德森揭幕銅像典禮。
戴德森五名兒子均為明尼蘇達州公立醫院醫師，一女為美國哈佛大學文學博士。戴德森晚年時定居於亞利桑那州皮馬縣綠谷，因罹患老人癡呆及帕金森氏症，喪失記憶。2000年6月27日凌晨2時，於自宅病逝。妻子司榮寶則2018年12月28日於亞歷桑那州過世。